# Église de l'Exaltation-de-la-Sainte-Croix de Hanviller
Pour les articles homonymes, voir Sainte-Croix.
L'église de l'Exaltation-de-la-Sainte-Croix se situe dans la commune française de Hanviller et le département de la Moselle.

## Histoire
Du point de vue spirituel, le village est succursale de Schorbach, avant d'être érigé en paroisse de l'archiprêtré de Bitche en 1804.

## Édifice
Une première église est construite dans les années 1786-1787 en remplacement d'une chapelle devenue trop exigüe et tombant en ruines. L'ancienne église ressemblait fortement à celle du village voisin de Bousseviller, construite en 1781.
Détruite pendant la Seconde Guerre mondiale, l'église est entièrement reconstruite en 1960. Des travaux de restauration ont été réalisés à partir de 2025,.

### Patrimoine mobilier
- Le mobilier de l'église paroissiale[3]

* 2 autels, 2 retables (autels secondaires).
* Bas-relief : le Bon Pasteur.